# Cangaceiro
Cangaceiro, gebildet aus Cangaço, ist die Bezeichnung eines Banditen im Sertão im Nordosten Brasiliens am Ende des 19. und Anfang des 20. Jahrhunderts, ein brasilianisches Gegenstück zu den Outlaws des nordamerikanischen Wilden Westens. Um sie ranken sich viele volkstümliche Legenden und Anekdoten. Der berühmteste Cangaceiro war Virgulino Ferreira da Silva, genannt "Lampião".

## Geschichte
Cangaço (Brasilianisches Portugiesisch) ist die Gesamtheit der von einem Cangaceiro getragenen Waffen. Es bezeichnet daneben den Trester sowie den Hausrat eines Armen oder Sklaven. Das Wort ist zweiteilig: canga, "Joch" + -aço, Augmentativsuffix. Der Suffix -eiro bildet unter anderem maskuline Nomina agentis.
Im brasilianischen Nordosten breitet sich über die Provinzen Pernambuco, Paraíba, Alagoas, Bahia und Ceará der Sertão aus, eine dünn besiedelte Trockensteppe, in der meist Wassermangel und extreme Hitze herrschen. Einigen wenigen Viehzucht treibenden Großgrundbesitzern steht hier bis heute eine verarmte Bevölkerung gegenüber. Von wenigen Caudilhos und Bandeirantes abgesehen, war der Zentralstaat während der Kolonialzeit (1500–1822) hier kaum vertreten. Großgrundbesitzer nahmen dessen Funktionen wahr; sie regierten, erließen Gesetze, sprachen Recht, führten Krieg gegen Indianerstämme und verteidigten die Bevölkerung ihrer Fazendas.
Die Cangaceiros entspringen einer Tradition des Banditentums im Nordosten Brasiliens, ähnlich dem Wilden Westen in Nordamerika, wo Gesetzlose wie etwa Butch Cassidy und Billy the Kid ihr Unwesen trieben. Im 17. Jahrhundert wurden entlaufene Sklaven, die in entlegene Siedlungen (Quilombos) flohen, als Banditen bekämpft. Der erste berühmte Bandit und Proto-Cangaceiro war José Gomes (Cabeleira), der im 18. Jahrhundert die Umgebung von Recife terrorisierte. Der Adelige Jesuíno Brilhante, der 1871 zum Banditen wurde, verkörperte den Typ des "romantischen Banditen" und war in der Bevölkerung beliebt, weil er nach Robin-Hood-Manier die Reichen bestahl und die Armen beschenkte.
Der letzte und berühmteste Cangaceiro war Virgulino Ferreira da Silva, genannt Lampião (Lampion), der den Sertão von 1918 bis 1938 terrorisierte.